# 蔡有全
蔡有全（1951年8月—2017年5月4日），是一位臺灣獨立運動人物。他在1988年因公開主張臺灣獨立遭判刑11年，並在出獄後受聘為國策顧問。
他的妻子是為前立法委員周慧瑛。

## 生平

### 早年生活
蔡有全曾就讀台灣基督長老教會台南神學院並取得碩士學位，又在隨後前往東海大學社會學研究所進修，並曾任職於鄭南榕主辦的自由時代雜誌社。
1980年1月，他因參加美麗島事件遭當局逮捕，並在遭到偵訊刑求後入獄服刑。
1987年8月30日，曾遭國民黨政權壓迫的政治犯群聚臺北國賓大飯店成立「台灣政治受難者聯誼總會」，蔡有全擔任成立大會主持人。當日晚間，台灣政治受難者聯誼總會在臺北市臺北市立金華國民中學操場舉辦一場演講會，蔡有全在現場公開主張臺灣獨立。隨後，當局將許曹德與蔡有全起訴。當年10月12日，許曹德與蔡有全首度出庭並隨後遭裁定收押。

### 再度入獄
1988年1月16日上午11點15分，也就是中華民國總統蔣經國過世後第三天的早上，臺灣高等法院宣判蔡有全依「預備意圖竊據國土罪」判處有期徒刑11年（後減刑為7年4個月）、許曹德依「共同陰謀竊據國土罪」判處有期徒刑10年；在聆聽宣判後，兩人高喊「不服判決，臺灣應該獨立」、「亡國判決，臺灣應該獨立」，附近支持群眾也齊聲高呼「臺灣應該獨立，萬歲」。隨後，蔡有全被關入土城看守所，他的妻子周慧瑛投入選舉並在1989年中華民國省市議員選舉中獲得13萬票當選臺灣省議會議員。

### 解嚴後
2003年5月15日，陳東騰上吊身亡於蔡有全自宅後院。
2015年，蔡有全因發表影射民進黨立委吳秉叡與他人妻女發生性關係之言論，遭最高法院判決賠償新臺幣80萬元並須在報紙頭版刊登半版道歉啟事，又依誹謗罪判處有期徒刑4個月（可易科罰金新臺幣12萬元）並宣告緩刑2年定讞。
2017年5月4日下午，蔡有全因心肌梗塞發作猝逝於自宅，享壽67歲。

## 連結
- 蔡有全 - 中選會選舉資料庫網站 （页面存档备份，存于）